# Leverkleurige bladroller
De leverkleurige bladroller (Pandemis heparana) is een nachtvlinder uit de familie Tortricidae (bladrollers). De vlinder heeft een spanwijdte tussen de 16 en 24 millimeter.
De leverkleurige bladroller komt voor in het Palearctisch gebied en als exoot in Noord-Amerika. De vliegtijd is juni tot halverwege september. Waardplanten van de rupsen zijn onder andere eiken, wilgen, berken, kamperfoelies en lijsterbessen. Maar ook op vruchtbomen als appel en peer waar ze door vraat voor flinke schade kunnen zorgen. In Nederland en België is ze algemeen.
De vlinder kan in Nederland en België verward worden met Pandemis cerasana, een iets minder algemene vlinder in die landen, en Pandemis cinnamomeana die daar een zeldzame soort is uit het zuiden.